# Sierras de Alor y Monte Longo
Sierras de Alor y Monte Longo este o arie protejată (arie specială de conservare — SAC, sit de importanță comunitară — SCI) din Spania întinsă pe o suprafață de 6.683,26 ha, integral pe uscat.

## Localizare
Centrul sitului Sierras de Alor y Monte Longo este situat la coordonatele 38°33′25″N 7°03′05″W / 38.556944°N 7.051389°V.

## Înființare
Situl Sierras de Alor y Monte Longo a fost declarat sit de importanță comunitară în decembrie 2000 pentru a proteja 11 specii de animale. Situl a fost protejat și ca arie specială de conservare în mai 2015.

## Biodiversitate
Situată în ecoregiunea mediteraneană, aria protejată conține 12 habitate naturale: Iazuri temporare mediteraneene, Pseudostepă cu ierburi și specii anuale de Thero-Brachypodietea, Tufărișuri termo-mediteraneene și de pre-deșert, Pante stâncoase silicioase cu vegetație casmofită, Dehesas cu Quercus spp. perene, Pante stâncoase calcaroase cu vegetație casmofită, Pajiști umede mediteraneene cu ierburi înalte de Molinio-Holoschoenion, Păduri de Olea și Ceratonia, Păduri de Quercus ilex și Quercus rotundifolia, Galerii de Salix alba și de Populus alba, Pajiști uscate europene, Galerii și tufărișuri riverane sudice (Nerio-Tamaricetea și Securinegion tinctoriae).
La baza desemnării sitului se află mai multe specii protejate:
- păsări (7): ciocârlie-de-câmp (Alauda arvensis), Galerida theklae, ciocârlie de pădure (Lullula arborea), ciocârlie de bărăgan (Melanocorypha calandra), pitulice de munte (Phylloscopus collybita), ploier auriu (Pluvialis apricaria), spârcaci (Tetrax tetrax)
- amfibieni (1): Discoglossus galganoi
- nevertebrate (1): fluturele auriu (Euphydryas aurinia)
- reptile (2): țestoasa de baltă (Emys orbicularis), Mauremys leprosa

Pe lângă speciile protejate, pe teritoriul sitului au mai fost identificate 6 specii de plante, 10 specii de amfibieni, 9 specii de mamifere, 2 specii de nevertebrate, 13 specii de reptile.